# Молла, Шломо
Шломо Молла (ивр. שלמה מולה‎, амх. ሰሎሞን ሞላ; род. 21 ноября 1965, Гондэр, Эфиопия) — израильский политик, член кнессета от партий «Кадима» и «Ха-Тнуа» с 2008 по 2013 годы. Второй член кнессета эфиопского происхождения.

## Биография
Шломо Молла родился в небольшой еврейской деревне в 40 семей в провинции Гондар в Эфиопии в 1965 году в семье с 9 братьями и 2 сёстрами. Молла попытался иммигрировать в Израиль в 1984 году пешком, после того как его упустили из виду Операция «Моисей» и Операция «Йехошуа». Он был спасён израильскими военными в Судане; во время его поездки в Судан один из эфиопских евреев, путешествующих с ним, был застрелен суданскими военными. По достижении Израиля Шломо был отправлен в центр натурализации иммигрантов в Цфате. Заболев малярией по прибытии в Израиль, он изучил иврит в больнице. После службы в Армии обороны Израиля он учился на бакалавра социальной работы в Университете имени Бар-Илана. Во время учёбы он был сопредседателем организации эфиопских студентов. Позже Шломо также получил LLB (степень бакалавра права) от Академического колледжа Оно.
В 1991 году Молла возглавил центр натурализации иммигрантов Еврейского агентства в Тверии, а в 1995 году был назначен руководителем натурализационных центров и ульпанов в северных кибуцах. В 1996 году он стал членом комитета министерства здравоохранения для консультирования по условиям войны, а в 1999 году он возглавил эфиопский отдел Еврейского агентства. В том же году Молла выиграл восьмое место на выборах в кнессет по списку партии Исраэль ба-Алия, но партия получила только шесть мест.
В 2006 году был членом правления и главой департамента Всемирной сионистской организации. До выборов 2006 года он был назначен тридцать третьим по списку «Кадимы». Однако после отставки Авигдора Ицхаки в феврале 2008 года Молла стал вторым членом кнессета эфиопского происхождения (после Адису Массалы). Он был поставлен девятнадцатым в списке партии «Кадима» на выборах 2009 года и сохранил своё место, поскольку партия получила 28 мандатов.
В 2012 году Молла покинул «Кадиму», чтобы присоединиться к новой партии «Ха-Тнуа». Заняв восьмое место в списке партии на выборах в 2013 году, он не вернулся в кнессет, поскольку партия получила только шесть мест.
В 2015 году призвал эфиопских израильтян отказаться платить налоги или служить в израильских вооружённых силах в знак протеста против актов расизма, направленных против эфиопских израильтян, таких как нападение полиции на Демаса Фикадей.

## Личная жизнь
Молла женат, имеет троих детей и живёт в Ришон-ле-Ционе.